# 竖花狸藻
竖花狸藻（学名：Utricularia erectiflora）為狸藻屬疑似多年生小型食虫植物。其种加词“erectiflora”来源于拉丁文“erectus”和“flos”，意为“直立”和“花”，指其直立的花朵。竖花狸藻分布于中美洲及南美洲，存在于伯利兹、玻利维亚、巴西、哥伦比亚、厄瓜多尔、圭亚那、尼加拉瓜、苏里南及委内瑞拉。竖花狸藻陆生于潮湿砂质稀树草原、潮湿草地或沼泽中。1838年，奥古斯丁·圣-希莱尔和弗雷德里克·吉拉德（Frédéric de Girard）描述了竖花狸藻。